# Stora Hammars socken
Stora Hammars socken i Skåne ingick i Skytts härad, ingår sedan 1974 i Vellinge kommun och motsvarar från 2016 Stora Hammars distrikt.
Socknens areal är 11,42 kvadratkilometer varav 11,41 land.  År 2000 fanns här 5 469 invånare.  Nordöstra delen av tätorten Höllviken med Stora Hammars kyrka samt den tidigare kyrkbyn Stora Hammar med sockenkyrkan Stora Hammars gamla kyrka ligger i socknen. 

## Administrativ historik
Socknen har medeltida ursprung. 
Vid kommunreformen 1862 övergick socknens ansvar för de kyrkliga frågorna till Stora Hammars församling och för de borgerliga frågorna bildades Stora Hammars landskommun. Landskommunen uppgick 1952 i Rängs landskommun som 1974 uppgick i Vellinge kommun. Församlingen uppgick 2002 i Höllvikens församling.
1 januari 2016 inrättades distriktet Stora Hammar, med samma omfattning som församlingen hade 1999/2000.  
Socknen har tillhört län, fögderier, tingslag och domsagor enligt vad som beskrivs i artikeln Skytts härad. De indelta soldaterna tillhörde Södra skånska infanteriregementet, Skytts kompani och Skånska dragonregementet, Malmö skvadron, överstelöjtnantens kompani.

## Geografi
Stora Hammars socken ligger söder om Malmö vid Öresund med ett näs mellan Foteviken och Höllviken. Socknen är en odlad slättbygd på Söderslätt.

## Fornlämningar
Boplatser från stenåldern är funna. Från bronsåldern finns en gravhög. Från järnåldern finns ett gravfält på Hammarsnäs. Foteviksspärren i Foteviken var en vikingatida avspärrning.

## Namnet
Namnet skrevs 1133 Hambri och kommer från kyrkbyn. Namnet innehåller hammar i betydelsen 'höjd'. Den ursprungliga byn har delats i Lilla och Stora Hammar.